# Safareig públic Santa Esperança
El Safareig públic Santa Esperança és una obra de Caldes de Montbui (Vallès Oriental) protegida com a bé cultural d'interès local. Se situa just al costat del torrent de Santa Esperança i és degut a això que adopta aquest nom. El torrent seguirà el traçat que marquen els actuals carrers de Granollers i de Marqués.

## Descripció
És un edifici de planta baixa. Presenta les típiques característiques arquitectòniques i tipològiques de safareig. L'estructura és de murs de càrrega, pilars de formigó i forjat unidireccional de bigues i biguetes de formigó. La coberta està formada per peces de ceràmica recolzades a les bigues, possiblement amb un acabat impermeable. És d'una vessant, amb un pendent molt suau cap a l'interior, caient l'aigua a la pica del safareig.
El safareig públic està voltat per una tanca formada per un mur d'obra arrebossat, bastant deteriorat. En la part del tancament que dona a la riera hi ha una sèrie d'obertures que donen lluminositat i transparència al recinte. A l'altra banda s'ha aprofitat el tancament de l'edifici veí, format per un mur de maçoneria, al qual s'ha adossat la pica del safareig. En el recinte tancat s'accedeix, per dues portes, situades en cadascun dels extrems, una que dona a la plaça del darrere de l'església (Plaça de Pau Surell) i que accedeix per unes escales, i l'altra que està al final del carrer del Marquès i que està a peu pla.
És important pel seu valor històric i com a testimoni de la tipologia d'edificis d'aquest tipus d'equipament urbà de serveis com són els safareigs.